# Fritz Wiessner

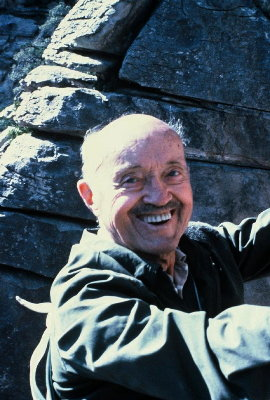
Fritz Wiessner, 1986.

Fritz Wiessner, född 1900 i Dresden i Tyskland, död 1988, var en tysk-amerikansk bergsbestigare.
Wiessner emigrerade till USA 1929 och blev amerikansk medborgare 1935. Han ledde bland annat den amerikanska Alpine Club-expeditionen till K2 1939. Inom amerikansk klippklättring har Wiessner mest blivit känd för att han upptäckte området Shawangunks i delstaten New York, där han vid 80 års ålder fortfarande var en aktiv klippklättrare.